# Нові світи (журнал)
Нові світи (англ. New Worlds) — британський науково-фантастичний журнал, який почав виходити 1936 року як Фензин під назвою Novae Terrae. Свою нинішню назву він дістав у 1939 році, після того, як редактором став Джон Кернелл. Вперше почав виходити професійно в 1946 році, і став тоді провідним виданням у своєму роді; історик наукової фантастики Майк Ешлі охарактеризував період до 1960 року як «золотий вік» журналу.
1940 року, після початку Другої Світової Війни, Кернелл пішов служити в британську армію, і повернувся до мирного життя 1946 року. Тоді він уклав договір на видання журналу з Pendulum Publications, але лише три випуски Нових світів встигли вийти до банкрутства Pendulum наприкінці 1947 року. Група прихильників наукової фантастики заснували компанію під назвою Nova Publications, щоб відродити журнал. Перший випуск під їхнім керівництвом з'явився в середині 1949 року. Нові світи продовжували виходити на регулярній основі до випуску 20, опублікованого на початку 1953 року, після чого зміна принтерів призвела до паузи в публікаціях. Регулярні щомісячні публікації відновились лише на початку 1954 року, коли компанія Maclaren & Sons придбала контроль над Nova Publications.
1964 року власником Нових світів стала Roberts & Vinter, тоді посаду редактора обійняв Майкл Муркок. До кінця 1966 фінансові проблеми змусили Roberts & Vinter відмовитися від Нових світів, але з допомогою гранту Мистецької ради, отриманого Браєном Олдісом, Муркок міг видавати журнал самостійно. У ньому з'являлося багато експериментальних і авангардних творів, і Нові світи опинилися в центрі «нової хвилі» наукової фантастики. Реакція всередині спільноти наукової фантастики була змішаною, прихильники і противники нової хвилі обговорювали переваги і недоліки Нових світів на сторінках критичних журналів, таких як Speculation. Кілька постійних тогочасних авторів, включаючи Браєна Олдіса, Джеймса Балларда і Томаса М. Діша, зажили слави в цій області. До 1970 року Муркок занадто глибоко заліз у борги, і журнал припинив публікації після випуску 200. Видання під такою самою назвою відроджували кілька разів, за безпосередньої участі Муркока, або за його схвалення. Станом на 2012 рік з'являлось 22 додаткові випуски в різних форматах, зокрема кілька антологій.

## Історія публікацій

### Ранні роки
1926 року Х'юго Ґернсбек запустив Захопливі історії, перший науково-фантастичний журнал. Після нього були інші американські видання, що спеціалізувалися на НФ, наприклад, Запаморочливі історії та Дивовижні історії. Їх поширювали у Великій Британії й там почали з'являтися організації прихильників. У 1936 році Моріс К. Генсон, прихильник наукової фантастики, яких жив у Нанітоні, заснував фензин під назвою Novae Terrae (у перекладі з латини «нові світи») в місцевому відділенні Ліги наукової фантастики. Генсон згодом переїхав до Лондона, а його журнал став офіційним виданням Асоціації наукової фантастики, заснованої 1937 року.
Артур Кларк, Джон Кернелл і Вільям Ф. Темпл почали брати участь у виробництві Novae Terrae. У 1939 році Генсон передав роботу редактора Кернеллу, який перейменував журнал на Нові світи і перезапустив нумерацію наново з том 1 номер 1; перший випуск під редагуванням Кернелла датований березнем 1939 року. Кернелл хотів перетворити Нові світи на професійний журнал і, за посередництва письменника В. Д. Пессінгема, вже почав переговори з видавництвом The Worlds Says Ltd. У січні 1940 року Кернелла попросили зібрати три випуски, і він з Пессінгемом скинулись по 50 £ на відшкодування витрат. Карнелл випросив матеріал в англійських авторів, включаючи Джона Ф. Берка, К. С. Юда і Девіда Мак-Ілвейна, а також придбав «Загублений Легіон» Роберта Гайнлайна, але в березні внутрішні чвари призвели до розпаду The World Says. Альфред Грейг, директор, повернувся до рідної Канади, так і не відшкодувавши Кернеллу і Пессінгему витрат, і не опублікувавши жодних випусків.
| | Весна | Весна | Весна | Літо | Літо | Літо | Осінь | Осінь | Осінь | Зима | Зима | Зима |
| | Січ   | Лют   | Бер   | Кві  | Тра  | Чер  | Лип   | Сер   | Вер   | Жов  | Лис  | Гру  |
| --- | ----- | ----- | ----- | ---- | ---- | ---- | ----- | ----- | ----- | ---- | ---- | ---- |
| 1946 |       |       |       |      |      |      | 1/1   |       |       | 1/2  |      |      |
| 1947 |       |       |       |      |      |      |       |       |       | 1/3  |      |      |
| 1948 |       |       |       |      |      |      |       |       |       |      |      |      |
| 1949 |       |       |       | 2/4  |      |      |       |       | 2/5   |      |      |      |
| 1950 |       |       | 2/6   |      |      | 3/7  |       |       |       |      |      | 3/8  |
| 1951 |       |       | 3/9   |      |      | 3/10 |       |       | 4/11  |      |      | 12   |
| 1952 | 13    |       | 14    |      | 15   |      | 16    |       | 17    |      | 18   |      |
| 1953 | 19    |       | 20    |      |      | 21   |       |       |       |      |      |      |
| 1954 |       |       |       | 22   | 23   | 24   | 25    | 26    | 27    | 28   | 29   | 30   |
| 1955 | 31    | 32    | 33    | 34   | 35   | 36   | 37    | 38    | 39    | 40   | 41   | 42   |
| 1956 | 43    | 44    | 45    | 46   | 47   | 48   | 49    | 50    | 51    | 52   | 53   | 54   |
| Випуски Нових світів від початку до 1956 року, з зазначеними номерами тому/випуску. Упродовж цього періоду редактором був Джон Кернелл. На чотирьох з перших п'яти випусків стояв лише рік виходу, а на третьому випуску не було жодної дати. Підкреслення означає, що на обкладинці стояв сезон виходу (наприклад, «Весна 1951»). |       |       |       |      |      |      |       |       |       |      |      |      |

1940 року Кернелл пішов служити в армію, де був бійцем Королівської артилерії, Комбінованих операцій і Військово-морських бомбардувань. Після повернення до цивільного життя в січні 1946 року він зустрів письменника Френка Едварда Ернолда, який працював з видавництвом Pendulum Publications над новою лінією наукової фантастики. Ернолд представив Кернелла Стівенові Д. Френсісу, директорові Pendulum Publications. Френсіс вірив у комерційні можливості наукової фантастики, а оскільки Кернелл вже мав портфоліо творів, які зібрав у 1940 році, то Pendulum швидко погодився зробити Нові світи професійним журналом. Перший випуск з'явився в липні 1946 року, хоча на обкладинці дата відсутня. Початковий тираж — 15 000 примірників, але лише 3000 екземплярів вдалося продати — дуже незадовільний результат. Кернелл відчував, що обкладинка, яку він вважав слабкою, була частково відповідальною за погані продажі. Він створив новий дизайн, на основі обкладинок двох американських журналів наукової фантастики, і віддав його художникові Віктору Сезарі, щоб той довів до ладу. Створена космічна сцена стала обкладинкою другого випуску, який з'явився в жовтні 1946; у поєднанні з інвестиціями Pendulum у просування журналу це призвело до набагато кращих продажів, і другий випуск вдалося розпродати повністю. Pendulum замінив обкладинки на нерозпроданих примірниках першого випуску, на обкладинки з другого, і зменшив ціну до 1/6 (7.5 п); перші два випуски мали ціну по 2/- (10п). Залишок першого випуску з новою ціною і обкладинкою вдалося швидко розпродати.
Pendulum випустив ще один номер журналу в жовтні 1947 року, а потім збанкрутував, залишивши Нові світи без видавця. Журнал врятувала група шанувальників наукової фантастики, які починаючи з 1946 року зустрічалися регулярно по четвергах у пабі «Білий кінь» на Нью Феттер-Лейн, поруч з Фліт-стріт. На одному з таких зібрань було запропоновано створити компанію, щоб відродити Нові світи. Один з присутніх, Френк Купер, який нещодавно звільнився з Королівських повітряних сил, погодився дізнатися, що необхідно для початку роботи нової компанії.

### Nova Publications
У травні 1948 року Кернелл оголосив на науково-фантастичному з'їзді в Лондоні, що плани сформувати нову компанію вже на стадії реалізації. Вона буде називатися Nova Publications Ltd. Nova зібрала £600 капіталу і на початку 1949 року розпочала діяльність. Спочатку було шість директорів: головою правління був Джон Віндем, а іншими членами правління були Дж. Кен Чепмен, Френк Купер, Волтер Гіллінгс, Ерік С. Вільямс і Джон Кернелл. Принтер вони знайшли в районі Сток Ньюїнгтон, де проживав Френк Купер, і перший випуск (під номером 4, після перших трьох випусків Pendulum) з'явився в червні. Планувалося перейти на регулярне щоквартальне видання, а згодом видавати раз на два місяці. для зниження витрат Nova вирішила сама займатись розповсюдженням; це було не легко, але Купер і його помічник, Ле Флад, досягли в цьому значного успіху, тож в липні компанія вирішила просуватися вперед з запланованим поквартальним графіком. П'ятий випуск, як і належало, з'явився у вересні, а шостий — навесні наступного, 1950-го, року.
1950 року, коли Нові світи вже виходили за стабільним квартальним графіком, Nova вирішила запустити супутній журнал, Наукова фентезі. На посаду редактора вони вибрали Волтера Гіллінгса, але після двох випусків замінили його на Кернелла, частково через те, що не могли дозволити собі оплатити дві зарплати редакторів, а частково через «фундаментальні розбіжності в поглядах». Наприкінці 1951 року Нові світи виходили раз на два місяці, і до середини року досягли тиражу 18000. Ціну зменшили до 1/6 з третього випуску, але оскільки витрати на папір зросли, то Nova почала шукали дешевший принтер. Новий принтер, фірми The Carlton Press, повинен був взяти на себе друк з 21 випуску за травень 1953 року, але випуск не вдалося надрукувати вчасно, і дату перенесли на червень 1953 року. Цей випуск виявився зробленим неякісно, що розчарувало раду директорів Nova, а поломки принтера спричинили подальші затримки. Nova виявила, що The Carlton Press не мав жодної своєї друкарні; вони передавали замовлення іншим фірмам з принтерами, але отримували замовлене лише коли розплачувалися з боргами за попередній друк. Вихід номера 22 неодноразово затягувався; Кернелл отримав копію тиражу лише в січні 1954 року. Копія була датована 1953 (без місяця), і оскільки це зробило його марним для поширення в 1954 році, то Кернелл відмовився прийняти тираж. У розпал суперечки з друкарями Кернелл і його знайомий журналіст Моріс Голдсміт, зібрали разом невелику прес-конференцію за участю відомих фантастів, зокрема, Артура Кларка і Джона Віндема. Голдсміт написав репортаж про конференцію для щотижневого журналу Illustrated, і стаття привернула увагу Maclaren & Sons Ltd, видавця технічних текстів для торгівлі, який хотів запустити новий науково-фантастичний журнал. Кернелл відхилив пропозицію через свою лояльність до Nova Publications, але подальші перемовини зрештою привели до того, що Maclaren взяв під свій контроль Nova, із зобов'язанням випускати Нові світи на щомісячній основі і Наукову фентезі раз на два місяці. До січня 1954 року, коли The Carlton Press неправильно датував 22 випуск, придбання журналу фірмою Maclaren завершилось, а юридичний відділ Maclaren допоміг вирішити суперечку. The Carlton Press на заплатили за роботу друкарського верстата, який надрукував тираж, тому на продаж примірників цього номера, який би відшкодував затрати на друк, суд наклав заборону. Кернелл зберіг копію, яку йому направили в січні, і її вважають єдиним екземпляром цього номера версії The Carlton Press, який зберігся, а решту тиражу знищено після завершення судової справи. Малюнок на обкладинці, автором якого був Джерард Квінн, згодом з'явився на номері 13 Наукової фентезі, а всі оповідання і редакційний матеріал, зрештою з'явилися в пізніших випусках Нових світів упродовж наступного року.
Фінансова підтримка від Maclaren означала, що коли в квітні 1954 року нарешті з'явився номер 22, то це був початок регулярного щомісячного графіка, який тривав на одному диханні до 1964 року: друкарська суперечка 1959 року затягнула серпневий випуск, і його довелося поєднувати з вересневим. Попри цю стабільність, тираж Нових світів почав знижуватися на початку 1960-х років. 1958 року Nova Publications запустила третій журнал Science Fiction Adventures (British magazine), але оскільки й він і Наукова фентезі також втрачали читачів, то в травні 1963 року Science Fiction Adventures припинив існування. У вересні того ж року рада директорів Nova вирішила закрити і Нові світи і Наукову фентезі, і в процесі підготовки до змін Кернелл підписав контракт у грудні 1963 року на посаду редактора оригінальної антологічної серії New Writings in SF для видавця Денніса Добсона.

### Roberts & Vinter
| | Січ | Лют | Бер | Кві | Тра | Чер | Лип | Сер | Вер | Жов | Лис | Гру |
| --- | --- | --- | --- | --- | --- | --- | --- | --- | --- | --- | --- | --- |
| 1957 | 55  | 56  | 57  | 58  | 59  | 60  | 61  | 62  | 63  | 64  | 65  | 66  |
| 1958 | 67  | 68  | 69  | 70  | 71  | 72  | 73  | 74  | 75  | 76  | 77  | 78  |
| 1959 | 79  | 80  | 81  | 82  | 83  | 84  | 85  | 86  |     | 87  | 88  | 89  |
| 1960 | 90  | 91  | 92  | 93  | 94  | 95  | 96  | 97  | 98  | 99  | 100 | 101 |
| 1961 | 102 | 103 | 104 | 105 | 106 | 107 | 108 | 109 | 110 | 111 | 112 | 113 |
| 1962 | 114 | 115 | 116 | 117 | 118 | 119 | 120 | 121 | 122 | 123 | 124 | 125 |
| 1963 | 126 | 127 | 128 | 129 | 130 | 131 | 132 | 133 | 134 | 135 | 136 | 137 |
| 1964 | 138 | 139 | 140 | 141 | 142 |     | 143 |     | 144 |     | 145 |     |
| 1965 | 146 | 147 | 148 | 149 | 150 | 151 | 152 | 153 | 154 | 155 | 156 | 157 |
| 1966 | 158 | 159 | 160 | 161 | 162 | 163 | 164 | 165 | 166 | 167 | 168 | 169 |
| 1967 | 170 |     | 171 | 172 |     |     | 173 | 174 | 175 | 176 | 177 | 178 |
| Номери Нових світів від 1957 до 1967 року. Колір позначає редакторів для кожного випуску: Джон Кернелл Майк Муркок |     |     |     |     |     |     |     |     |     |     |     |     |

Ці журнали несподівано врятував Девід Ворбертон з лондонського видавництва Roberts & Vinter. Так сталося, що друкар, який друкував Нові світи і Наукову фентезі зустрів Ворбертона в пабі, і зазначив, що він шукає додаткову роботу, щоб заповнити прогалини в його розкладі, які утворять після закриття журналів. Roberts & Vinter відчували труднощі в одержанні гарних розповсюджувачів для власних видань, які були жорстокими трилерами, і були зацікавлені у придбанні солідніших видань, які допомогли б їм проникнути в британську мережу розповсюдження, що сильно залежала від WHSmith і John Menzies, двох головних британських газетних мереж. Партнер Ворбертона Годфрі Гоулд керував компанією, яка була пов'язана з Roberts & Vinter і публікувала журнали пін-ап; як Ворбертону, Гоулду потрібно було покращити поширюваність своїй видань.
Коли Майкл Муркок, який до цього часу почав продавали історії Карнеллові, почув про плани припинити публікацію Нових світів і наукової фентезі, він написав листа, що з'явився в номері 141, в якому оплакував втрати для британської фантастики обох журналів і самого Кернелла. Кернелл не хотів продовжувати редагувати ці два журнали на додаток до New Writings in SF і рекомендував Ворбертону кандидатуру Муркока. Кирил Бонфільйолі, оксфордський арт-дилер, який був другом Браяна Олдіса, також висловив зацікавленість. Ворбертон дав Муркоку вибрати журнал для редагування; Муркок вибрав Нові світи, а Бонфіньйолі став новим редактором Наукової фентезі. Муркок хотів перейти на великий формат і показав Ворбертону макет випуску, який він склав, але Ворбертон наполягав на форматі paperback, щоб поміститися у з іншими назвами, які вони це узгоджувалося з їхніми іншими виданнями, хоча він вирішив переглянути Формат в майбутньому, якщо продажі зростатимуть. Першим випуском під контролем Муркока був номер 142 від Травня/червня 1964 року. Графік був спочатку раз на два місяці, але на початку 1965 року він повернувся до стабільного щомісячного графіку.
У липні 1966 року компанія Thorpe & Porter, яка була дистриб'ютором Roberts & Vinter, збанкрутувала, залишившись їм винною істотну суму. Внаслідок фінансового тиску, під яким опинились Roberts & Vinter, вони були змушені зосередитися на більш прибуткових журналах, і планували закрити як Наукову фентезі так і Нові світи. Коли Муркок і Ворбертон почули про ці плани, вони почав розглядати питання про створення окремої компанії, щоб продовжувати публікувати Нові світи, а Браян Олдіс зв'язався з відомими літературними діячами, такими як Д. Б. Прістлі, Кінгслі Еміс, Марганіта Ласкі і Енгус Вілсон, щоб ті підтримали заявку на грант від британської Ради мистецтв наприкінці 1966 року. На початку січня 1967 року Олдіс дізнався, що заявка на отримання Гранту буде успішною, і що Нові світи отримуватимуть по £150 за випуск, хоча офіційне надання сертифікації відкладалось принаймні до травня. Гранту було достатньо, щоб журнал продовжував існування, хоча він і не покривав усіх витрат. Ще потрібно було знайти видавця. Свою зацікавленість виразили Fontana і Panther Books, але обіцянкf грошей і престиж гранту Мистецької ради переконали Ворбертона брати участь особисто. Поки йшли переговори ще два випуски було зібрано з ретроспективних матеріалів і пожертвуваних історій. До того часу Roberts & Vinter вже перестала існувати, тож дочірня компанія Gold Star Publications стала видавцем обох цих часописів під особисті фінансові гарантії Ворбертона і Олдісса. Ці два номери з'явилися в березні і квітні 1967 року, але останній був помилково також датований березнем в indicia. Наукова фентезі, яка до цього часу змінила назву на SF Impulse, не продовжувала існувати самостійно, але була об'єднана з Новими світами як перше видання Gold Star, але нічого з дизайну чи контенту SF Impulse не можна було побачити в Нових світах.

### Мистецька рада
| | Весна | Весна | Весна | Літо | Літо | Літо | Осінь | Осінь | Осінь | Зима | Зима | Зима |
| | Січ   | Лют   | Бер   | Кві  | Тра  | Чер  | Лип   | Сер   | Вер   | Жов  | Лис  | Гру  |
| --- | ----- | ----- | ----- | ---- | ---- | ---- | ----- | ----- | ----- | ---- | ---- | ---- |
| 1968 |       | 179   | 180   | 181  |      |      | 182   |       |       | 183  | 184  | 185  |
| 1969 | 186   | 187   | 188   | 189  | 190  | 191  | 192   | 193   | 194   |      | 195  | 196  |
| 1970 | 197   | 198   | 199   | 200  |      |      |       |       |       |      |      |      |
| 1971 |       |       | 201   |      |      |      |       |       | #1    |      |      | #2   |
| 1972 |       |       | #3    |      |      | #4   |       |       |       |      |      |      |
| 1973 | #5    |       |       |      |      |      |       |       | #6    |      |      |      |
| 1974 |       |       |       |      |      |      |       |       |       |      |      | #7   |
| 1975 |       |       | #8    |      |      |      |       |       |       |      | #9   |      |
| 1976 |       |       |       |      |      |      |       | #10   |       |      |      |      |
| 1977 |       |       |       |      |      |      |       |       |       |      |      |      |
| 1978 |       |       | 212   |      |      | 213  |       |       |       |      | 214  |      |
| 1979 |       |       | 215   |      |      |      |       |       | 216   |      |      |      |
| Номери Нових світів від 1968 до 1979 року. Від 1971 до 1976 року Нові світи виходили як антологія з м'якою обкладинкою під назвою Нові світи щоквартально, пронумеровані від 1 до 10. Підкреслення вказує на те, що в заголовку журналу був вказаний сезон (наприклад, «Весна 1978»). Колір позначає редакторів кожного випуску: Майк Муркок Ленгдон Джонс Чарлз Платт Чарлз Платт і Р. Глін Джонс Грем Голл і Грем Чарнок Майкл Муркок і Чарлз Платт Гіларі Бейлі і Чарлз Платт Гіларі Бейлі Девід Бріттон |       |       |       |      |      |      |       |       |       |      |      |      |

Партнерство Ворбертона і Муркока, сформоване для продовження Нових світів, дістало назву Magnelist Publications. Муркок і Ворбертон передивилися макет випуску, який зібрав Муркок коли він вперше став редактором, і Ворбертон погодився перейти до більшого формату. Перший випуск від Magnelist з'явився в липні 1967 року, почавши регулярний щомісячний графік. Муркок залишився на посаді редактора з Ленгдоном Джонсом як його помічником, а Чарлз Платт став верстальником. Погані продажі призвели до того, що після листопадового випуску Ворбертон припинив свою участь, але журнал знову знайшов рятівника. Цього разу ним став Сильвестр Штайн зі Stonehart Publications.
Затримки призвели до пропущеного місяця, внаслідок чого випуски за грудень 1967 року і січень 1968-го об'єдналися в один, але після цього щомісячний розклад повернувся. Березневий випуск 1968 року містив третє видання роману Нормена Спінреда під назвою Жук Джек Баррон, який зображував деякі досить відверті еротичні сцени. Один з депутатів Парламенту поскаржився в Палату громад Великої Британії, що Мистецька рада «спонсорує бруд»;, і невдовзі W.H. Smith і John Menzies, два головних розповсюджувачі журналів у Великій Британії, вилучили журнал з продажу. Скарги надійшли саме в той час, коли Мистецька рада розглядала можливість продовження гранту ще на один рік, і деякий час здавалося, що Нові світи припинять існування, але в підсумку грант було продовжено. Деякі приватні пожертвування теж надійшли, а з грошима від реклами та істотним внеском самого Муркока журнал зміг вижити. До фінансових втрат внаслідок відмови від продажу в березні 1968 року додалась тимчасова заборона на журнал у Південній Африці, Новій Зеландії і Австралії, а також рішення John Menzies більше не виставляти на продаж Нові світи. W.H. Smith залишив за керівниками окремих філій право вибору виставляти журнал чи ні. Stonehart були незадоволені розвитком подій і відмовився платити друкарям, які, в свою чергу, утримували друковані примірники. Гроші Мистецької ради призначались дописувачам, але розбіжності щодо гранту призвело до відмови Stonehart платити їм також. Деяке негативне висвітлення в пресі з'явилося як наслідок заборони на поширення. Грант зрештою відновили, але вже до кінця того року Штайн втомився і Stonehart припинили свою участь в Нових світах після липневого випуску 1968 року.
Без надійного представлення в газетних кіосках провідних розповсюджувачів Нові світи змушені були покладатися на підписки та пожертвування. Журнал не був прибутковим, а оскільки Муркок не сформував компанію, щоб його публікувати, то він особисто ніс відповідальність за витрати на нього. Щоб заробити грошей, він писав фентезі в дуже швидкому темпі від початку 1968 року, і від початку 1969 року редакційну роботу було доручено низці інших осіб, передусім, Чарлзу Платту і Ленгдону Джонсу. Від січня до липня 1969 року журнал виходив за регулярним щомісячним розкладом, коли наступив ще один фінансовий удар, з'ясувалося, що дистриб'ютори затримали половину тиражу в 20 000 примітників. Муркок намагався перегрупуватися, зменшивши Кількість сторінок у кожному випуску, а оскільки він знову був змушений писати стільки, скільки міг щоб заробити достатньо на оплату рахунків Нових світів, то передав майже всі редакційні обов'язки Чарлзові Платту, хоча й інші особи, які були пов'язані з роботою журналу, також по черзі брали участь у редакційній роботі упродовж наступних кількох випусків. Муркок мав борг £3000, а оскільки до того ж Мистецька рада вирішила не продовжувати дію свого гранту, то не залишалося іншого вибору, окрім як припинити публікацію. У квітні 1970 року з'явився 200-й випуск, який був останнім, що вийшов через дистриб'юторів; ще один номер був підготовлений і відправлений передплатникам у березні наступного року.

### Пізніші втілення
Коли Муркок зрозумів, що журнал доведеться закрити, він домовився з Sphere Books щодо продовження виходу Нових світи у вигляді щоквартальної антологічної серії в м'якій обкладинці. Сфера випустила вісім номерів, хоча поквартальний графік не виконувався після четвертого випуску; восьмий випуск з'явився в 1975 році. Шість випусків було перевидано в США. Перші випуски були комерційно успішними, було продано близько 25 000 примірників, не враховуючи продажу в США. Від шостого випуску Муркок передав обов'язки редактора Чарлзові Платту, а потім Гіларі Бейлі, щоб побільше часу приділяти своїм власним творам. Він також зазначив, що до цього часу «я вже втратив своє редакторське чуття (я не зміг читати НФ взагалі)». Сфера скасувала серію після ще двох випусків; її ненадовго взяла на себе Corgi Books, але продажі були слабкими і Corgi покинула серію 1976 року після номера 10 Нових світів, хоча за даними Муркока вони самі разом з Бейлі вирішили припинити серію, коли виникли розбіжності з Corgi. У США Berkley Books видали з 1-го по 4-й томи серії, і коли вони припинили серію, Платт, який був редактором-консультантом в Avon Books, передрукував ще два томи, 6-й і 7-й, які раніше вийшли у Великій Британії.
1978 року Муркок знову відродив журнал, цього разу у форматі фензіну. Від весни 1978 до вересня 1979 року з'явилося ще чотири номери, професійно надруковані й з різними редакторами. Потім була тривала перерва до 1991 року, коли Нові світи знову з'явилися у вигляді антологічної серії в м'якій обкладинці, цього разу під редакцією Девіда С. Гарнетта. Чотири томи з'явилося в період між 1991 і 1994 року, опубліковані видавництвом Віктор Голланц Лтд. 1996 року Муркок відредагував випуск до 50-ї річниці, а Гарнетт згодом відредагував ще один випуск альманаху. Разом з раніше виданими версіями у вигляді фензіну, журналу і альманаху, ці випуски були номерами від 212 до 222. У 2012 році відбувся перезапуск у вигляді одночасно друкованого та інтернет-журналу, під назвою Нові Світи Майкла Муркока — були два випуски перед тривалою перервою, після чого з'явилася офіційна заява у Facebook (8 жовтня 2014), що журнал припинив існування у зв'язку з відсутністю абонентського прибутку.

## Зміст і прийняття

### Кернелл
Передовою статтею першого номера Нових світів була «Млини богів» Моріса Г'югі. Джон Рассел Фірн надіслав чотири історії, під своїм іменем і трьома псевдонімами, а Вільям Темпл надав «Три опори», фентезі, яка виявилася найбільш популярною історією в цьому випуску. Історик наукової фантастики Майк Ешлі розглядає два наступні випуски, як удосконалення щодо першого, другий номер містив «Життя у брехні» Джона Віндема «життя у брехні», під його псевдонімом «Джон Бейнон», і Третій містив ранню оповідь Артура Кларка під назвою «Спадщина». Історію Віндема про ворожнечу та нетерпимість поселенців на Венері до венеріанських тубільців передрукували Інші світи в 1950 році, тоді як «Спадщина», пізніше з'явилася в Захопливій науковій фантастиці.
Те, що Maclaren придбав Nova Publications 1954 року дало Новим світам стабільність, щоб утвердитися як провідний журнал. Ешлі описує період від 1954 до 1960 року як «Золотий вік» Нових світів. Кернелл купив перший твір Джеймса Балларда, який вдалося продати, під назвою «Escapement», і він з'явився в грудневому номері 1956 року; Баллард пішов далі і став значущою фігурою в жанрі в 1960-х роках. Баллард був вдячний Кернеллу за підтримку, яку діставав від нього наприкінці 1950-х років. Значна частина творів Балларда з'явилися в Нових світах і Науковій фентезі, й він пізніше згадував, що Кернелл «Зрозумів, про що я кажу від самого початку, і він заохотив мене продовжувати писати у своїй власній манері.» Кернелл також опублікував багато ранніх творів Браяна Олдісса в Новій фентезі та Нових світах. Джон Браннер, який пізніше став одним з найуспішніших британських письменників-фантастів, регулярно з'являвся в журналах Nova, починаючи з «Книги відвідувачів» у квітневому номері Нових світів 1955 року. Джеймс Вайт почав публікувати починаючи з «Assisted Passage» у січневому номері Нових світів 1953 року, а в 1957 році почав свою популярну серію Sector General, про лікарні для прибульців, а «Sector General» з'явився в листопадовому випуску 1957 року. Джон Віндем, який був уже добре відомий за межами жанру завдяки такому творові, як День Триффідів, почав серію про Трунів, — сім'ю, яка рухається в космічному просторі, з «На всю ніч» у квітневому номері 1958 року. Артур Кларк, ще один дуже успішний британський письменник того часу, писав порівняно небагато оповідань для британського ринку, але опублікував «Хто там» в листопадовому випуску Нових світів 1958 року. Колін Капп почав свою популярну серію «Неортодоксальні інженери» з «Залізниць на Каннісі» в жовтні 1959 року. Серед інших, менш відомих письменників, які були плідними наприкінці 1950-х, Дж. Т. Макінтош, Кеннет Балмер та Е. С. Табб.
Вважають, що Нові світи стали одним із чинників, що «сформували шлях, яким наукова фантастика розвивалась» як жанр. Це видання «зробило більше» для британської наукової фантастики, ніж будь-який інший журнал, допомігши відродити націоналістичний стиль наукової фантастики і фентезі в 1950-х роках; Роджер Лакхерст назвав його «найважливішим британським науково-фантастичним журналом». Особливо впливовими були «Ангел-Охоронець» Артура Кларка (опублікований 1950 року), а також твори Браяна Елдісса, Джона Браннера і Дж. Г. Балларда. Майк Ешлі стверджував, що Нові світи і Наукова фентезі стали «основою якісної наукової фантастики в Британії». За даними опитувань, проведених в 1950-х роках, жіноча аудиторія журналу становила між 5 і 15 відсотками. Журнал постійно ставав усе більш популярним серед молодої аудиторії: станом на 1954 рік читачі віком до 19 років становили 5 % від загальної читацької аудиторії, 18 % — на 1958 рік, і 31 % — на 1963 рік. Ті ж самі опитування також показали збільшення кількості працівників галузі науки і технології серед читачів журналу протягом того самого періоду Серед найкращих ілюстраторів того періоду були Браян Льюїс, Гордон Гатчінгс і Джерард Квінн, чиє мистецтво Ешлі розглядає як зіставне за стилем з роботами Верджіла Фінлея. Однак 1957 року Кернелл перестав використовувати мистецьке зовнішнє оформлення, заявивши, що «твори мистецтва в журналах розміру дайджест застарілі як a coal fire».
На думку Ешлі, якість Нових світів почала падати десь на початку 1960-х років. У ньому все ще з'являлись популярні серії, такі як оповіді Sector General Вайта, а також окремі твори з доброю репутацією, таких як «Вулиці Ашкелона» Гаррі Гаррісона, про зіткнення між атеїстом (головний герой) і священиком, на іншій планеті. Через предмет, Гаррісону знадобилося шість років, щоб знайти редактора готового прийняти оповідь; коли Aldiss купив її для антології, Кернелл погодився надрукувати її в Нових світах, де вона з'явилась у вересні 1962 року. Дж. Г. Баллард продовжував публікувати в Нових світах, але тепер надсилав свої більш традиційні історій в американські журнали, а Кернеллові віддава свої більш експериментальні роботи. Серед творів, надісланих від 1961 до 1964 року, «Перевантажена людина», «Прихована людина», «Кінець гри», і «Терміналальний пляж», у яких йдеться про психологічний стрес, а також зміни в характері сприйняття і характері реальності.

### Муркок
Коли Roberts & Vinter в 1963 році ухвалили рішення закрити Нові світи, то Муркок і Баллард обмірковували видання нового журналу, в якому б, як і за часів Кернелла, було багато експериментального матеріалу. Муркок зібрав макет випуску й пізніше описував свої наміри: «він мав бути на крейдованому папері, щоб містити ілюстрації високої якості; мав бути розміром, скажімо, як Playboy, щоб гарно виглядати в газетних кіосках; мав спеціалізуватися на експериментальних роботах таких письменників, як [Вільям Берроуз і [Едуардо] Паолоцці, але він мав бути „популярним“, шукати можливість для публікації таких експериментів; публікувати всіх тих письменники, яких деморалізувала відсутність співчутливих видавців і спантеличені критики; це мала бути спроба взаємозбагачення популярної НФ, науки і робіт літературного й мистецького авангарду». Муркок також написав листа Карнеллу, в якому виклав своїх думки про те, що потрібно науковій фантастиці: «редактори, які готові ризикнути на історію і запустити її, хоча це може накликати критику на їхні голови». Лист було опубліковано в останньому номері Nova Publications, який також містив анонс, що Муркок перейме від Карнелла обов'язки редактора Нових світів, хоча Муркок не знав, що буде розглядатися на посаду, коли писав свій лист.
Перший номер журналу під керівництвом Муркока, датований травнем/червнем 1964 року, мав обкладинку у виконанні Джеймса Коуторна, що ілюстрував перший випуск роману Балларда «Рівнодення»; Баллард також вніс рецензію на книгу Вільяма Берроуза Розмова мертвих пальців, а закінчувався випуск оповіданнями Браяна Елдісса, Баррінгтона Бейлі та Джона Браннера. Редакторська колонка Муркока містила цитату з радіо-інтерв'ю з Вільямом Берроузом про те, що «якщо письменники хочуть описати передові технології космічної ери, то вони повинні винаходити методи написання настільки ж просунуті, щоб справитися з цією задачею якнайкраще». Упродовж перших кількох номерів Муркока друкував оповіді, призначені для демонстрації його редакційних цілей. Найбільш суперечливою з них була «Я пам'ятаю, Аніта …» Ленгдона Джонса, яка з'явилася у випуску за вересень/жовтень 1964 року; сюжет містив сцени сексу, які призвели до суперечок у колонці листів, а деякі постійні передплатники відмовилися від журналу, хоча тираж у цілому збільшився.
Муркок вносив значний обсяг матеріалу під власним іменем, а також під псевдонімами, такими як Джеймс Колвін; деякі з цих оповідей були досить традиційними, але внесок таких авторів, як Джеррі Корнеліус історії, який почався з твору «Попередні дані» у випуску за серпень 1965 року, був набагато більш експериментальним. Також він опублікував свою новелу «Behold the Man» у випуску за вересень 1966 року; історію про мандрівника у часі, який повертається до часів Христа, що принесла йому премію Неб'юла наступного року. Баллард також почав писати деякі зі своїх найбільш скандальних оповідей, зокрема «Ви: кома: Мерилін Монро» у випуску за червні 1966 року випуску і «Вбивство Джона Фіцджеральда Кеннеді розглянуте як гірський автопробіг» у випуску за березень 1967; обидва були раніше були опубліковані 1966 року в літературному журналі Ambit.
Для багатьох письменників Нові світи тоді стали ринком, на якому можна було публікувати експериментальний матеріал. Чарльз Платт, Девід І. Массон і Баррінгтон Бейлі були серед англійських письменників у цій групі, і Муркок також залучив роботи таких письменників зі Сполучених Штатів, як Джон Слейдек, Роджер Желязни і Томас Діш. Внесок Желязни включав «For a Breath I Tarry» в березні 1966 року, а Діш опублікував кілька оповідань і роман Ехо навколо його кісток, який був розбитий на кілька номерів з грудня 1966 по січень 1967 року. Діш зауважив, що в США він не зміг знайти видавця для роману.
У середині 1960-х років термін «Нова хвиля» стали застосовувати до більш експериментальних робіт, якраз як публікував Муркок, і Нові світи стали розцінювати як провідне видання цієї течії. На додаток до експериментальних матеріалів, Муркок намагався зберегти вірних читачів, публікуючи більш традиційну наукову фантастику. За словами історика наукової фантастики Колін Коліна Грінленда, він «міняв зміст журналу набагато повільніше, ніж робив вигляд». Серед традиційних НФ-оповідей, які купляв Муркок, була перша оповідь Вернора Вінджа «Відокремленість», яка з'явилася в номері за червень 1965 року; також публікува матеріали Боба Шоу, ранні оповіді Террі Пратчетта, а в березні 1965 року «Sunjammer» Артура Кларка.

### Рада мистецтв і після неї
Коли Муркок перейняв Нові світи від Roberts & Vinter, то змінив Формат з дайджесту на більший розмір, з гарною якістю паперу, що дозволило краще використовувати ілюстрації. Перший випуск у такому форматі, липень 1967, містив першу частину роману Томаса Діша Концтабір, якого не захотіли публікувати в США через відверту мову головного героя. Діш потім пригадував, що частину експериментальної мови в книзі він винайшов з думкою, що Нові світи доступні на ринку нетрадиційної фантастики. Серед іншим нових письменників, які розпочали публікуватись у журналі, М. Джон Гаррісон і Роберт Голдсток. Обидва з яких з'явились у випуску за листопад 1968 року. До випуску за грудень 1968 року увійшло оповідання Семюела Ділейні «Час як низка самоцвітів», а в квітні 1969 року повість Гарлана Еллісоназ «Хлопець та його пес»; Еллісон виграв премію Неб'юла, а Ділейні як Неб'юла так і Г'юго, хоча це трапилося лише після того, як обидва твори були переопубліковані в формі книги і їх широко помітили.
Липневий випуск 1967 року містив перше оповідання Памели Золайн «Теплова смерть Всесвіту», який використовує як метафору ентропію, часту тему в Нових світах. Це оповідь є одним з найкращих прикладів нового підходу Муркока до матеріалів: за словами критика Едварда Джеймса, його мета полягала в тому, щоб «використовувати науково-популярну і наукову мову та образи, щоб описати абсолютно „звичайні“ сцени з життя, і тим самим викликати в читача змінене сприйняття реальності». «Внутрішній простір», термін, спочатку придуманий Дж. Б. Прістлі, також вживали, щоб описати спрямованість оповідань, які опублікував Муркок, на відміну від традиційної наукової фантастики, яка зосереджується на космосі, а Джеймса розглядає цей термін як «гасло британської Нової хвилі, шібболет за яким впізнають тих, хто відмовився від Гернсбека і Кемпбелла.» Методи та інтереси цих письменників досить сильно відрізнялись від представників традиційної наукової фантастики: їх цікавила внутрішня, а не зовнішня дійсність, а також експериментальні техніки, незвичайні поєднання матеріалів і акцент на психологічних проблемах були нормою.
З переходом до формату антології деяка частина більш експериментального матеріалу зникла. У своїй редакторській колонці Муркок дав зрозуміти, що не хотів повністю виключати традиційні науково-фантастичні оповіді; він хотів усунути жанрові кордони повністю, і сприймав наукову фантастику як частину мейнстриму фантастики. Відтоді щоквартальник були позначений як наукова фантастика, оскільки Sphere знала, що це збільшить продажі. Надруковані в антологіях оповідання зазвичай були слабкі. Деякі матеріали призначались для журналу Меч і магія (англ. Sword & Sorcery), який планувався як супутник журналу Бачення майбутнього (англ. Vision of Tomorrow), але той закрився ще до свого першого випуску. Серед нових письменників, які вперше з'явилися у серії щоквартальних альманахів, були Марта Рендолл (під ім'ям Марта Бергштрассер), Елеанор Арнасон, Джефф Раймен і Рейчел Поллак (як Річард А. Поллак).
Номер 212 передрукував твір, який написали Муркок і М. Джон Харрісон, що мав вигляд жартівливого номера Гардіан; до цього він був опублікований 1971 року в андерграундній газеті Frendz. Наступні два номери також містили жартівливі історії, але номер 215 містив більше звичайний матеріал, включаючи історію Джеррі Корнеліуса, яку написав Чарлз Партінгтон. Номер 216, останній випуск кінця 1970-х років, знову ввів жартівливі новини. у 1990-х роках антологічна серія не намагалася відбити атмосферу або стиль Нових світів 1960-х або 1970-х років. Вона містила деякий добре сприйнятий матеріалу, зокрема оповідання Муркока, Пола Ді Філіппо і Єна Макдональда, хоча й була фінансово неуспішною.

## Нові світиі «Нової хвилі»
Нові світи' найбільший вплив на фантастику в 1960-х роках, з «новою хвилею», яка почалася з Муркока полемічні статті. Муркока стверджував, що в 1965 році письменник хороший СФ «можна дізнатися з його попередників, але він не повинен наслідувати»; і незабаром він був публікувати історії, які були абсолютно різні за технікою і стилем від усього, що з'явилося раніше, не тільки в нових світах , а в будь-якій з СФ журналів. Муркока метою було використовувати журнал, щоб «визначити нову авангардну роль» в жанрі. нові світи, таким чином, став «ідеологічним центром [Нова хвиля] руху для омолодження гадательной літератури».
Термін «Нова хвиля» не знайшло загального схвалення серед тих, хто вважалися його частиною. Брайан Aldiss, наприклад, написав Джудіт Мэррил в 1966 році, що він підозрював, що термін «журналістське винахід твоє і майка Муркока», і додав: «Я відчуваю, що я не частина Нової хвилі, я був тут раніше їх, і, бачить Бог, я хотів бути тут, коли вони підуть (ще пишу криваву фантастику)»! Мерриль був ключовим прихильником Нової хвилі, і популяризував його у своїй антології Англії гойдалки СФ, який з'явився в 1968 році вона провела майже рік в Лондоні, живучи у Муркока, при дослідженні Антологія в 1966—1967. Мерриль і письменник Крістофер пріст були серед тих, хто використовував термін «Нова хвиля», щоб описати роботу, виконану в нові світи, але Aldiss був не тільки письменником, щоб об'єкт у термін, і він не отримав загальноприйнятого визначення. критик Брайан Attebery характеризує його як "руйнівний, екзистенційно загрожує і формально зухвалий стиль; Пітер Ніколс соромиться її визначення, але зазначає, що «мабуть, основним елементом є віра в те, що СФ можуть і повинні бути прийняті серйозно, як і література». у 1967 інтерв'ю, Баллард, один з письменників, найбільш тісно пов'язані з новою хвилею, описані сучасні американські SF як екстраверт і оптиміст, і зіставив його з «нової наукової фантастики, що інші люди крім мене, які зараз починають писати», який він розглядає як «інтроверт, можливо, песимістичний, ніж оптимістичний, набагато менше впевнені у своїй власній території».
Незалежно від точного визначення строку, в період між 1964 і 1966, нові світи був в авангарді Нової хвилі руху. Дві гостьові передовиці у 1962 та 1963 роках («у який бік внутрішнього простору?» на Балларда «грати з почуттям» за Муркока) були, мабуть, «перші проблиски» Нової хвилі ідей в НФ журналах. Лат говорить про те, що це були «перші залпи в полемічних наступальних запустять відразу [Муркока] отримав контроль над журналом і встановлено [Баллард] як його житель фантазер». У відповідь на нову хвилю критики і шанувальники СФ був різноманітним. Крістофер пріст під назвою нові світи «Нової хвилі prozine», але високо оцінив талант письменників та їх експериментальної історії (за винятком Баллард Кришталевий світ, який він вважав «нудним і утомливо»). Ян Маколі запропонувала редактори журналу «затикати 'внутрішній простір' джаз для всіх його [sic] варто». Майк Ешлі стверджував, що нові світи зіграв важливу роль у заохоченні авторів, які інакше не були опубліковані (пропозиція, з якою Боулд і дворецький згодні). Баллард особливу увагу було приділено як позитивні, так і, що більш істотно, люті критики, і енергійно захищала Муркока. Пітер Уестон прийняв «збалансований підхід», вихваляючи нові світи в спекуляції передовиці, на відміну від його багато в чому негативних коментаторів. початок в 1966 році, нас фэнзинов почали відповідати на нові світи і своїх недоброзичливців, і дискусія перекинулася на професійні журнали, а також. Джудіт Мэррил похвалив Діш і Балларда внесок у нові світи в журналі фантазії і наукової фантастики, але Альгіс Будріс в Галактиці спростувати свою точку зору і засудив обох авторів. Фредерік Пол назвав нові світи «прокляті тупі», закликаючи до повернення пригодницькі оповідання. американських авторів фантастичних романів «було все важче уникати тенденційних побудов в Новій хвилі війни» через переважання стовпців і букв у американських журналах за і проти нові світи і нову хвилю в цілому. Лат говорить про те, що «нова редакція світів конклаву активно працює в фандом, щоб протистояти старій гвардії наїзди».
До кінця 1960-х років, нові світи і нові хвилі зв'язки і вплив на наукова фантастика стає хитким. У серпні 1969 року випуску, Платт заявив, що «нові світи — це не науково-фантастичний журнал», і Муркока порівняв її з Авангарду і експериментального літературного огляду. СФ світ втратив інтерес до нових світів, і вона перетворилася у Ешлі словами, «революція закінчується енергія». у довгостроковій перспективі, однак, вона виявилася впливовою, незважаючи на відсутність широкого визнання на момент: у словах СФ історик Брайан Стейблфорд, «шлях побитий нові світи письменників зараз більше в побуті».

## Бібліографічні дані
Наступна Таблиця показує редакційна правонаступництва в нові світи, показує, які питання з'явилися Від видавця, і дає Формат, Кількість сторінок і ціна кожного випуску: зверніть увагу, що дати в [квадратних дужках] вказується приблизна Дата випуску була випущена в тих випадках, коли місяць не з'являються на журналу сам.
| Issues  | Dates                                  | Editor                              | Publisher                                           | Format       | Page count | Price  |
| ------- | -------------------------------------- | ----------------------------------- | --------------------------------------------------- | ------------ | ---------- | ------ |
| 1–2     | [July] 1946 – [October] 1946           | John Carnell                        | Pendulum Publications, London                       | Pulp         | 64         | 2/-    |
| 3       | [October] 1947                         | John Carnell                        | Pendulum Publications, London                       | Pulp         | 64         | 1/6    |
| 4       | [April] 1949 – [April] 1949            | John Carnell                        | Nova Publications, London                           | Large digest | 88         | 1/6    |
| 5–20    | [September] 1949 – March 1953          | John Carnell                        | Nova Publications, London                           | Large digest | 96         | 1/6    |
| 21–31   | June 1953 – January 1955               | John Carnell                        | Nova Publications, London                           | Digest       | 128        | 1/6    |
| 32–85   | February 1955 – July 1959              | John Carnell                        | Nova Publications, London                           | Digest       | 128        | 2/-    |
| 86      | August/September 1959                  | John Carnell                        | Nova Publications, London                           | Digest       | 112        | 2/-    |
| 87–88   | October 1959 – November 1959           | John Carnell                        | Nova Publications, London                           | Digest       | 128        | 2/-    |
| 89–133  | August 1963 – April 1964               | John Carnell                        | Nova Publications, London                           | Digest       | 128        | 2/6    |
| 134–141 | September 1963 – April 1964            | John Carnell                        | Nova Publications, London                           | Digest       | 128        | 3/-    |
| 142–159 | May/June 1964 – February 1966          | Michael Moorcock                    | Roberts & Vinter, Ltd, London                       | Paperback    | 128        | 2/6    |
| 160–170 | March 1966 – January 1967              | Michael Moorcock                    | Roberts & Vinter, Ltd, London                       | Paperback    | 160        | 3/6    |
| 171–172 | March 1967 – April 1967                | Michael Moorcock                    | Gold Star Publications, London                      | Paperback    | 128        | 3/6    |
| 173–176 | July 1967 – October 1967               | Michael Moorcock                    | Moorcock/Magnelist Publications, London             | Slick        | 64         | 3/6    |
| 177     | November 1967                          | Michael Moorcock                    | Moorcock/Magnelist Publications, London             | Slick        | 64         | 5/-    |
| 178–182 | December 1967/January 1968 – July 1968 | Michael Moorcock                    | Moorcock/Stonehart Publications, London             | Slick        | 64         | 5/-    |
| 183–188 | October 1968 – March 1969              | Michael Moorcock                    | Moorcock privately as New Worlds Publishing, London | Slick        | 64         | 5/-    |
| 189–192 | April 1969 – July 1969                 | Langdon Jones                       | Moorcock privately as New Worlds Publishing, London | Slick        | 64         | 5/-    |
| 193     | August 1969                            | Charles Platt                       | Moorcock privately as New Worlds Publishing, London | Slick        | 32         | 3/6    |
| 194     | September/October 1969                 | Michael Moorcock                    | Moorcock privately as New Worlds Publishing, London | Slick        | 32         | 3/6    |
| 195     | November 1969                          | Charles Platt & R. Glyn Jones       | Moorcock privately as New Worlds Publishing, London | Slick        | 32         | 3/6    |
| 196     | December 1969                          | Graham Hall & Graham Charnock       | Moorcock privately as New Worlds Publishing, London | Slick        | 32         | 3/6    |
| 197–200 | January 1970 – April 1970              | Charles Platt                       | Moorcock privately as New Worlds Publishing, London | Slick        | 32         | 3/6    |
| 201     | March 1971                             | Michael Moorcock                    | Moorcock privately as New Worlds Publishing, London | A4           | 20         | 25p    |
| 202     | [September] 1971                       | Michael Moorcock                    | Sphere Books, London                                | Paperback    | 176        | 30p    |
| 203     | [December] 1971                        | Michael Moorcock                    | Sphere Books, London                                | Paperback    | 192        | 30p    |
| 204     | [March] 1972                           | Michael Moorcock                    | Sphere Books, London                                | Paperback    | 208        | 30p    |
| 205     | [June] 1972                            | Michael Moorcock                    | Sphere Books, London                                | Paperback    | 224        | 35p    |
| 206     | [January] 1973                         | Michael Moorcock                    | Sphere Books, London                                | Paperback    | 280        | 40p    |
| 207     | [September] 1973                       | Michael Moorcock                    | Sphere Books, London                                | Paperback    | 272        | 40p    |
| 208     | [December] 1974                        | Hilary Bailey & Charles Platt       | Sphere Books, London                                | Paperback    | 216        | 50p    |
| 209     | [March] 1975                           | Hilary Bailey                       | Sphere Books, London                                | Paperback    | 224        | 50p    |
| 210     | [November] 1975                        | Hilary Bailey                       | Corgi Books, London                                 | Paperback    | 224        | 50p    |
| 211     | [August] 1976                          | Hilary Bailey                       | Corgi Books, London                                 | Paperback    | 240        | 60p    |
| 212     | Spring 1978                            | Michael Moorcock                    | Michael Moorcock                                    | A4           | 8          | Free   |
| 213     | Summer 1978                            | Michael Moorcock                    | Michael Moorcock                                    | A4           | 32         | 40p    |
| 214     | Winter 1978                            | Michael Moorcock                    | Michael Moorcock                                    | A4           | 56         | 75p    |
| 215     | Spring 1979                            | David Britton & Michael Butterworth | David Britton & Michael Butterworth                 | A4           | 48         | £1.00  |
| 216     | September 1979                         | Charles Platt                       | Charles Platt                                       | A4           | 44         | £1.00  |
| 217     | 1991                                   | David Garnett                       | Gollancz, London                                    | Paperback    | 267        | £4.99  |
| 218     | 1992                                   | David Garnett                       | Gollancz, London                                    | Paperback    | 293        | £5.99  |
| 219     | 1993                                   | David Garnett                       | Gollancz, London                                    | Paperback    | 219        | £6.99  |
| 220     | 1994                                   | David Garnett                       | Gollancz, London                                    | Paperback    | 224        | £6.99  |
| 221     | Winter 1996                            | Michael Moorcock                    | Michael Moorcock                                    | A4           | 64         | £10.00 |
| 222     | 1997                                   | David Garnett                       | White Wolf, Stone Mountain GA                       | Paperback    | 357        | $12.99 |

There were US reprints of six of the New Worlds Quarterly anthology series. The first four were published by Berkley Books; Avon Books picked up two more of the series after Berkley dropped it, but since the fifth volume had been missed by that time, Avon retitled volumes 6 and 7 as New Worlds Quarterly 5 and New Worlds Quarterly 6.

### US editions
A US reprint edition of New Worlds ran briefly in 1960, published by Great American Publications, who at the time were the publishers of Fantastic Universe, edited by Hans Stefan Santesson. The first issue appeared in March 1960; it omitted Carnell's name, and credited Santesson as editor. Although the fiction consisted entirely of reprints, with all but one story coming from the British New Worlds, this was not declared to the reader. Carnell was unhappy with the results of this attempt to break into the US market, but in the event Great American collapsed later that year and only five issues appeared, on a monthly schedule from March to July. The contents of the issues did not correspond to specific British issues: the majority were taken from New Worlds but one story was reprinted from Nova's edition of Science Fiction Adventures, and three were taken from Fantastic Universe, which had ceased publication with its March 1960 issue.
Subsequently the British edition was released in the US essentially unchanged, with a cover date delayed by one month, starting with issue 99 (October 1960).

### Anthologies
Several anthologies of stories from New Worlds have been published, including:
| Year | Editor           | Title                                    |
| ---- | ---------------- | ---------------------------------------- |
| 1955 | John Carnell     | The Best from New Worlds Science Fiction |
| 1964 | John Carnell     | Lambda I and Other Stories               |
| 1965 | Michael Moorcock | The Best of New Worlds                   |
| 1967 | Michael Moorcock | The Best S.F. Stories from New Worlds    |
| 1968 | Michael Moorcock | The Best Stories from New Worlds 2       |
| 1968 | Michael Moorcock | The Best S.F. Stories from New Worlds 3  |
| 1969 | Michael Moorcock | The Best S.F. Stories from New Worlds 4  |
| 1969 | Michael Moorcock | The Best S.F. Stories from New Worlds 5  |
| 1970 | Michael Moorcock | The Best S.F. Stories from New Worlds 6  |
| 1971 | Michael Moorcock | The Best S.F. Stories from New Worlds 7  |
| 1974 | Michael Moorcock | The Best S.F. Stories from New Worlds 8  |
| 1983 | Michael Moorcock | New Worlds: An Anthology                 |

## Виноски
1. ↑  These meetings were the setting for a group of stories by Arthur C. Clarke, collected as Tales from the White Hart.[4]
2. ↑  The name was suggested by Walter Gillings' wife, Madge.[7]
3. ↑  On May 17 a letter of Moorcock's to Judith Merril mentions that the grant is still not official.[15]
4. ↑  Moorcock recalls guaranteeing editorial expenses and payments to contributors, with Warburton guaranteeing the printing, but Greenland says that the guarantees were by Aldiss and Warburton.[15][16]
5. ↑  Moorcock recalls that Stein probably heard of New Worlds through a mention in The Times Diary.[16]
6. ↑  Moorcock recorded in 1979 that he never did find out what the story was that had caused the complaints. Ashley suggests it may have been Spinrad's novel, but that other material in the issue, such as a story by Langdon Jones in which a girl argues with Christ on the cross, may also have given offence.[14][16]
7. ↑  Moorcock's opinion was that this was "hypocrisy", and that W.H. Smith subsequently "put every obstacle in our path".[16]
8. ↑  As a result the US editions numbered 5 and 6 actually correspond to volumes 6 and 7 of the UK edition.
9. ↑  This quote is in Stableford's article on New Worlds in the 1979 first edition of the Science Fiction Encyclopedia, and remains unchanged in the current online version, which is credited to Stableford, Peter Nicholls, and Mike Ashley.[22][64]